# Chromis flavaxilla
Chromis flavaxilla là một loài cá biển thuộc chi Chromis trong họ Cá thia. Loài này được mô tả lần đầu tiên vào năm 1994.

## Từ nguyên
Từ định danh flavaxilla được ghép bởi hai âm tiết trong tiếng Latinh: flavus ("có màu vàng") và axilla ("nách"), hàm ý đề cập đến đốm vàng trên gốc vây ngực của loài cá này.

## Phạm vi phân bố và môi trường sống
Từ Biển Đỏ, C. flavaxilla được phân bố dọc theo đường bờ biển bao quanh bán đảo Ả Rập và trải dài đến vịnh Ba Tư, bao gồm Socotra. Chúng sống thành đàn trên rạn san hô, thường tập trung gần các cụm san hô nhánh ở độ sâu đến ít nhất là 18 m.

## Mô tả
C. flavaxilla có chiều dài cơ thể lớn nhất được ghi nhận là 7,2 cm. Cơ thể của nó có màu vàng lục phớt nâu, nhạt dần thành màu xám ở bụng; vảy viền đen. Gai vây lưng và vây hậu môn, cũng như rìa sau của vây bụng và vây đuôi được viền màu xanh lam óng. Gốc vây ngực có đốm màu vàng cam. Vây đuôi có màu lục xám với dải viền đen ở hai thùy đuôi.
C. flavaxilla từng bị xác định nhầm là Chromis ternatensis trước khi được công nhận là một loài mới. C. ternatensis có vây đuôi lõm sâu hơn cũng như có sự chênh lệch về số lược ở cung mang dưới và vảy đường bên so với C. flavaxilla.
Số gai ở vây lưng: 12; Số tia vây ở vây lưng: 10–12; Số gai ở vây hậu môn: 2; Số tia vây ở vây hậu môn: 11; Số tia vây ở vây ngực: 17–19; Số gai ở vây bụng: 1; Số tia vây ở vây bụng: 5; Số vảy đường bên: 15–17; Số lược mang: 27–33.

## Sinh thái học
Thức ăn của C. flavaxilla là những loài động vật phù du. Cá đực có tập tính bảo vệ và chăm sóc trứng; trứng có độ dính và bám vào nền tổ.